# Ndab
Le Ndab ou Ndap, nom d'éloge en français, est une formule de politesse en pays Bamiléké à l'ouest du Cameroun, il est employé comme le sont Monsieur, Madame, Excellence, Majesté...

## But du Ndab
En plus de servir à interpeller poliment son interlocuteur, le Ndab permet de remercier, de le congratuler ; il accompagne le salut ordinaire ou une marque particulière de sympathie, d'affection, d'admiration, d'estime, de compassion...[réf. nécessaire].

## Les Ndab
À Bamena, les Ndab sont des sortes de patronymes génériques. On dira Tah Nji Nana, Tah Mbouh, Tah Nkwa, Ngaantchou, Tadieuh...
Le « Monsieur » est remplacé par de très nombreuses désignations qui diffèrent d'un homme à un autre en fonction du Ndab de la mère. Les femmes ont donc aussi, de leur côté, leurs Ndab à elles.
À l'instar de « Mademoiselle » pour « Monsieur », le Ndab au masculin a son pendant au féminin, ce sont les Ngosso, Metcha, Ngoua Cheu, Mewa, etc., que les nouveau-nés de sexe féminin gardent toute leur vie, contrairement à « Mademoiselle » qui, plus tard, s'efface devant « Madame ».
L’enfant ou l’adulte appellera son père ou sa mère par le Ndab qui leur convient. L’individu hérite le Ndab de ses parents depuis son plus jeune âge, à tel point que le nom propre de ce dernier est parfois ignoré.
Le petit enfant dira : « Mon père s’appelle Tamatchou », ou encore « Ma mère s’appelle Tonta ». Toujours dans ce sens, le Ndab efface souvent le nom de l’individu ; ce qui fait qu’appeler son supérieur par son nom ou prénom est une insulte ou un outrage à son égard.
Le Ndab dans son sens propre est ce qui marque l'ascendance, le groupe auquel l’individu appartient du fait de sa naissance. On reconnaîtra qu’il est de tel ou tel lignage par son Ndab. Cela sert de référence car on peut se représenter des grands parents et savoir quelle position on occupe dans le lignage. Le Ndab identifie l’individu à son groupe, ce qui ne peut subir de modifications.

## Origine
Le Ndab dérive d’une très lointaine tradition. En effet les mythes et les proverbes disent que les ancêtres Bamiléké furent de grands guerriers, chasseurs, magiciens, artistes...
Il n’y a pas de Ndab sans base; tout Ndab s’explique car précédé par un événement humain marquant.
De hommes rendus célèbres par leurs activités lèguent celles-ci comme Ndab. C’est pourquoi le Bangoulap célèbre et habile homme de guerre a laissé son art à sa descendance : les Tamatchou. On ne devient pas spontanément Tamatchou ou Tonta, mais on nait Tamatchou, Tonta. 
Chaque Ndab a son arbre généalogique.

### Fonction sociale ou valeur sociologique du Ndab
Le Ndab joue le rôle d’appartenance à un même ancêtre éponyme. Il rend conscient du lien de parenté. Dès lors qu’ils ont le même Ndab, deux individus se disent frères par la mère.

## Bases d'attribution
Les Ndab au masculin se différencient entre eux par les Ndab de leurs mères respectives. Tous les enfants mâles de la même mère partageront le même Ndab qui leur échoit en fonction tout à fait exclusive du Ndab de leur grand-père maternel (indépendamment du Ndab de leur père géniteur).
Par symétrie croisée, on trouvera facilement que toutes les filles d'un même père porteront le même Ndab qu'on leur attribue en relation exclusive avec le Ndab de leur grand-mère paternelle, indépendamment des Ndab de leur(s) mère(s) respective(s).
L'attribution des Ndab obéit à cette règle bien simple: le père ne donnera qu'à ses filles, et à elles seules, un Ndab provenant de sa mère à lui; et la mère ne donnera qu'à ses fils, et à eux seuls, un Ndab provenant de son père à elle. Par cette symétrie croisée, et nonobstant les données modernes de l'écriture, la tradition orale retrace la généalogie de chacun, de grand-mère à petite-fille à travers le fils de l'une qui est simultanément le père de l'autre, et de grand-père à petit-fils à travers la fille de l'un qui se trouve être en même temps la mère de l'autre.
Une description encore plus poussée ira jusqu'à rattacher à tel ou tel autre quartier du village, et même tel ou tel autre village du Ndé ou du Haut-Nkam, l'origine première d'un Ndab. 

### À Louh (Bamena)
1. Ngosso de Mekep Zacheu. Les femmes donnent naissance à des filles qui ont pour nom d'éloge Pah-Ngueh.
2. Ngosso de Nzokenou et Nzodjo. Les filles sont des Metouh (Nandjou). Ces deux premiers cas sont des Ngosso de Louh. Les garçons ont pour nom d'éloge Ngn'Atchou (Feuah Louh).
3. Ngosso de Feuah Nguepa de Ngnou. Les Ngo’sso, filles originaires de Ngnou donnent naissance aux filles qui ont pour éloge Tchaptio, alors que les garçons reçoivent Tah Ngueh (Tayep Diheu).

### À Bangoulap
Les filles de la chefferie sont les Tonta (Ton goulah ou tonta de Bangoulap) et les garçons les Tamatchou. À Lafven, les filles sont Nteuh Sheun (fille de tongoulah) et les garçons Takongone. Les Ndab varient d'une famille à l'autre et pas seulement dans les deux quartiers ci-dessus, mais dans la dizaine de quartiers du territoire.

### Articles liés
- Arrestation d'un chef Bamiléké